# Borgne (musikgrupp)
Borgne är ett schweiziskt black metalband, bildat 2006. Borgne är influerad av Xasthur och de norska grupperna Darkthrone och Gorgoroth.

## Medlemmar
Nuvarande medlemmar
- Bornyhake (Sergio Moplat) – gitarr, sång, programmering, trummor, keyboard (1998– )
- Lady Kaos (Sandra Henny) – keyboard (2017– )

Tidigare medlemmar
- Mephitik – basgitarr
- Jorgh – gitarr

Turnerande medlemmar
- Quaoar – basgitarr (2011–2016)
- XaX – gitarr (2011–?)
- Ardelean – gitarr (2011–2016)
- Lady Kaos – keyboard (2011–2017)
- Tumulash (Matteo) – basgitarr (2016–2018)
- Alek Sickx (aka Alastor) – gitarr (2016–?)
- Onbra (aka G.) – gitarr (2017– )
- D. – basgitarr (2018– )

## Diskografi
Studioalbum
- 1998 – I (CD) (Rotten Vomit Records)
- 2006 – II (CD)  (Schwarzmetall Musikproduktionen)
- 2007 – III (CD) (Occultum Productions)
- 2009 – IV (CD) (Sepulchral Productions)
- 2010 – Entraves de l'âme (CD) (Sepulchral Productions)
- 2012 – Royaume des ombres (CD) (Sepulchral Productions)
- 2015 – Règne des morts (CD) (Those Opposed Records)
- 2018 – [∞] (Digital) (Avantgarde Music)
- 2020 – Y (Digital) (Les Acteurs de l'Ombre Productions)

EP
- 2008 – 3,5

Samlingsalbum
- 2012 – Titania
- 2015 – Return to the Past (CD) (Sepulchral Productions)

Annat
- 2010 – Buried Terror #2 (delad album: Congenital Hell / Borgne / Moloch / Kaalt / Kenji Siratori / Funeral Inconscientemente Natural) (CD, Sabbathid Records)
- 2010 – Tribute to Abyssic Hate - Suicide for Your Solution (delad album: The True Endless / Xerión / Zaklon / Borgne / Crystalline Darkness) (kassett, Wolfram Productions)